# Jewel Cave

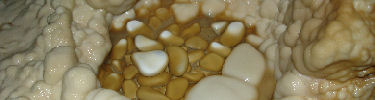
Perły jaskiniowe w Jewel Cave

Jewel Cave – jaskinia położona w łańcuchu górskim Black Hills w amerykańskim stanie Dakota Południowa. Jej zmierzona długość na dzień 14 września 2021 roku wynosiła 346,09 kilometra, co czyni ją  piąty co do długości jaskinią na świecie, po Jaskini Mamuciej, Sistema Ox Bel Ha, Shuanghe Dongqun i Sistema Sac Actun. Badania przepływu powietrza w jaskini wskazują, że może w niej istnieć jeszcze wiele nieodkrytych korytarzy. Głębokość jaskini wynosi 253,6 m. Jej najwyższy punkt położony jest na wysokości 1649 m n.p.m. Jaskinia posiada tylko jedno naturalne wejście.
W celu ochrony jaskini ustanowiono w 1908 roku pomnik narodowy Jewel Cave National Monument. Jednak ze względu na znaczną wielkość jaskini ponad 51% jej korytarzy znajduje się poza granicami parku.